# Amatersko prvenstvo Francije 1928
Amatersko prvenstvo Francije 1928 v tenisu.

## Moški posamično
Henri Cochet :  René Lacoste 5-7, 6-3, 6-1, 6-3

## Ženske posamično
Helen Wills :  Eileen Bennett 6-1, 6-2

## Moške dvojice
Jean Borotra /  Jacques Brugnon :  Henri Cochet /  René de Buzelet 6–4, 3–6, 6–2, 3–6, 6–4

## Ženske dvojice
Phoebe Holcroft Watson /  Eileen Bennett Whittingstall :  Suzanne Deve /  Sylvie Lafaurie 6–0, 6–2

## Mešane dvojice
Eileen Bennett Whittingstall /  Henri Cochet :  Helen Wills /  Frank Hunter 3–6, 6–3, 6–3